# Witness (album, Katy Perry)
Witness je páté studiové album americké popové zpěvačky Katy Perry. Vydáno bylo 9. června 2017 vydavatelstvím Capitol Records. Podílelo se na něm kolem dvaceti producentů a nahrávání probíhalo v různých studiích nejen v USA, ale také ve Švédsku nebo v Austrálii. Jako singly z alba vzešly čtyři písně; „Chained to the Rhythm“ s hostem Skipem Marleym byla zveřejněna 10. února 2017, Bon Appétit“ s hostující skupinou Migos 28. dubna 2017. „Swish Swish“ se zpěvačkou Nicki Minaj byla vydána jako třetí singl 19. května 2017. 20. prosince 2017 Perry vydala na YouTube videoklip k písní „Hey Hey Hey“, jako vánoční dárek pro fanoušky. Píseň není singl.

## Seznam skladeb
| Pořadí         | Název                                   | Autor                                                                                                 | Producent(i)                                    | Délka |
| -------------- | --------------------------------------- | --- | ----------------------------------------------- | ----- |
| 1.             | Witness                                 | Katy Perry, Max Martin, Savan Kotecha, Ali Payami                                                     | Martin, Payami                                  | 4:10  |
| 2.             | Hey Hey Hey                             | Perry, Martin, Sia Furler, Payami, Sarah Hudson                                                       | Martin, Payami                                  | 3:34  |
| 3.             | Roulette                                | Perry, Martin, Payami, Karl Schuster, Ferras Alqaisi                                                  | Martin, Payami, Shellback                       | 3:18  |
| 4.             | Swish Swish (ft. Nicki Minaj)           | Perry, Onika Maraj, Adam Dyment, S. Hudson, Brittany Hazzard                                          | Duke Dumont, Noah "Mailbox" Passovoy, PJ Sledge | 4:02  |
| 5.             | Déjà Vu                                 | Perry, Hayden James, Alqaisi, Thomas Stell                                                            | James                                           | 3:17  |
| 6.             | Power                                   | Perry, Jack Garratt                                                                                   | Garratt                                         | 3:46  |
| 7.             | Mind Maze                               | Perry, Payami, Corin Roddick, S. Hudson, Megan James                                                  | Purity Ring                                     | 4:08  |
| 8.             | Miss You More                           | Perry, Payami, Corin Roddick, S. Hudson, Megan James                                                  | Purity Ring                                     | 3:54  |
| 9.             | Chained to the Rhythm (ft. Skip Marley) | Perry, Martin, Furler, Payami, Skip Marley                                                            | Martin, Payami                                  | 3:57  |
| 10.            | Tsunami                                 | Perry, Michael Williams, Scooly, S. Hudson, Mia Moretti                                               | Mike Will Made It, Scooly, Passovoy             | 3:23  |
| 11.            | Bon Appétit (ft. Migos)                 | Perry, Quavious Marshall, Kirshnik Ball, Kiari Cephus, Martin, Schuster, Oscar Holter, Ferras Alqaisi | Martin, Shellback, Holter                       | 3:47  |
| 12.            | Bigger Than Me                          | Perry, S. Hudson, Roddick, James, Holter                                                              | Purity Ring                                     | 4:00  |
| 13.            | Save a Draft                            | Perry, Elof Loelv, Jonnali Parmenius, Dijon McFarlane, Martin, Twice as Nice                          | Martin, Twice as Nice, DJ Mustard               | 3:48  |
| 14.            | Pendulum                                | Perry, Jeff Bhasker, S. Hudson                                                                        | Bhasker, Illangelo                              | 4:00  |
| 15.            | Into Me You See                         | Perry, Alexis Taylor, Joe Goddard, Alqaisi                                                            | Hot Chip                                        | 4:24  |
| Celková délka: | Celková délka:                          | Celková délka:                                                                                        | Celková délka:                                  | 57:28 |

| Bonus v deluxe edici | Bonus v deluxe edici | Bonus v deluxe edici                            | Bonus v deluxe edici  | Bonus v deluxe edici |
| Pořadí               | Název                | Autor                                           | Producent(i)          | Délka                |
| -------------------- | -------------------- | ----------------------------------------------- | --------------------- | -------------------- |
| 16.                  | Dance with the Devil | Perry, Felix Snow, S. Hudson                    | Snow                  | 3:49                 |
| 17.                  | Act My Age           | Perry, Tinashe Fazakerley, Mark Crew, S. Hudson | Ilya, Rationale, Crew | 3:42                 |
| Celková délka:       | Celková délka:       | Celková délka:                                  | Celková délka:        | 64:59                |

## Žebříček úspěšnosti
| Země                              | Pozice |
| --------------------------------- | ------ |
| Austrálie (iTunes)                | 1      |
| Česko (iTunes)                    | 1      |
| Česko (ČNS IFPI)                  | 3      |
| Kanada (iTunes)                   | 2      |
| Německo Alba (Offizielle Top 100) | 10     |
| Slovensko (iTunes)                | 2      |
| Španělsko Alba (PROMUSICAE)       | 1      |
| UK (iTunes)                       | 2      |
| UK Alba (OCC)                     | 6      |
| US (iTunes)                       | 1      |
| US Billboard 200                  | 1      |